# 上田高弘
上田 高弘（うえだ たかひろ、1961年 - ）は、日本の美術評論家、立命館大学教授。
大阪市出身。東京造形大学造形学部中退、東京芸術大学美術学部卒、同大学院博士後期課程満期退学。代々木ゼミナール講師、東北芸術工科大学芸術学部助教授、立命館大学文学部教授。

## 著書
- 『モダニストの物言い――現代美術をめぐる確信と抵抗 一九九〇－二〇〇五』（美学出版 2006年）